# U.S. Men's Clay Court Championships 1997
L'U.S. Men's Clay Court Championships 1997 è stato un torneo di tennis giocato sulla terra rossa. È stata la 87ª edizione del U.S. Men's Clay Court Championships, che fa parte della categoria ATP World Series nell'ambito dell'ATP Tour 1997. Si è giocato a Orlando in Florida negli Stati Uniti dal 21 aprile al 28 aprile 1997.

## Campioni

### Singolare
Michael Chang ha battuto in finale  Grant Stafford con il punteggio di 4–6, 6–2, 6–1.

### Doppio
Mark Merklein /  Vincent Spadea hanno battuto in finale  Alex O'Brien /  Jeff Salzenstein con il punteggio di 6–4, 4–6, 6–4.